# Sachso
Sachso (von ahd. sahsun für „der Sachse“) ist ein männlicher Vorname und der Name des germanischen Stammes der Sachsen. Der Name des Stammes kommt möglicherweise vom Namen einer typischen Waffe, dem Sax, einem einschneidigen Schwert.

## Varianten
- männlich: Sasso (Deutsch, Niederländisch)
- weiblich: Saskia, Sassa (Deutsch, Niederländisch)